# Error (The Warning-album)
Az Error (stilizálva ERROR) a The Warning 2022-ben megjelent harmadik stúdióalbuma. Az album 2022. június 24-én jelent meg, kiadója a Lava Records és a Republic Records. A lemez producere David Bendeth. Az album az angol nyelvű számokon kívül egy spanyol nyelvű számot tartalmaz, a Martirio-t. A stúdióalbumból a 2024-es Lemezboltok Napja alkalmából kiadott, 2000 darabos limitált LP-változat is készült Error (404) néven (602465930252), melynek borítóképén piros bináris számsorok láthatóak, a két hanglemez pedig rubinvörös és kobaltkék anyagból készültek.
A lemezen hallható Money a Billboard Mainstream Rock Airplay listáján bekerült a legjobb 40 közé.

## Történet
Az Error a The Warning első nagylemeze, melyet a Lava Records gondozásában adtak ki, mellyel 2020-ban a zenekar egy többlemezes szerzdődést kötött. A felvételi munkálatokból származó első kiadott szám a Choke volt, 2021 májusában. A stúdióalbum hat száma már korábban megjelent a Mayday középlemezen, 2021 októberében. Az első új szám, a Money kislemezként jelent meg 2022 márciusában.
A zenekar úgy jellemezte az albumot, mintegy kivetülése annak, "ahogyan ők, a generációjuk észlelik a világot, valamint ahogyan megélnek bizonyos dolgokat ebben az új korban – a szerelem, technológia, társadalmi élet, média, politika terén; ahogy elveszítjük az emberiességet és mindent, amit ezek magukba foglalnak".

## Fogadtatás
Az amerikai Loudwire magazin beválogatta a lemezt a "2022 legjobb 50 rock és metal albuma" listájára.

## Az album dalai
Az összes szám szerzője Daniela, Paulina, és Alejandra Villarreal, kivéve a dalszerzőkkel megjelölt számoknál. 
| 1.    | Intro 404     | Daniela Villarreal, Paulina Villarreal, Alejandra Villarreal, David Bendeth, Jake Carmona | 0:57 |
| 2.    | Disciple      |                                                                                           | 3:40 |
| 3.    | Choke         | Daniela Villarreal, Paulina Villarreal, Alejandra Villarreal, Jake Carmona                | 3:52 |
| 4.    | Animosity     |                                                                                           | 4:06 |
| 5.    | Money         |                                                                                           | 3:15 |
| 6.    | Amour         |                                                                                           | 3:55 |
| 7.    | Evolve        | Daniela Villarreal, Paulina Villarreal, Alejandra Villarreal, Jake Carmona                | 3:33 |
| 8.    | Error         | Daniela Villarreal, Paulina Villarreal, Alejandra Villarreal, David Bendeth               | 3:57 |
| 9.    | Z             |                                                                                           | 3:03 |
| 10.   | 23            | Daniela Villarreal, Paulina Villarreal, Alejandra Villarreal, David Bendeth               | 4:00 |
| 11.   | Kool Aid Kids |                                                                                           | 3:23 |
| 12.   | Revenant      |                                                                                           | 4:22 |
| 13.   | Martirio      |                                                                                           | 4:04 |
| 14.   | Breathe       | Paulina Villarreal                                                                        | 2:49 |
| 48:49 |               |                                                                                           |      |

| 15. | Money (Live, Pepsi Center CDMX)   |  |
| 16. | Evolve (Live, Pepsi Center CDMX)  |  |
| 17. | Breathe (Live, Pepsi Center CDMX) |  |

## Közreműködők

### The Warning
- Daniela Villarreal – gitár, ének (a 2–9., 11. és 13. számokban), háttérvokál (a 10. és 12. számokban)
- Paulina Villarreal – dobok (a 12. és 14. számokat kivéve), háttérvokál (a 3–8., 11. és 13. számokban), ének (a 2–9., 10., 12. és 14. számokban), zongora (a 14. számban)
- Alejandra Villarreal – basszusgitár (a 14. számot kivéve), háttérvokál (a 2–13. számokban)

### Egyéb közreműködők, produkció
- David Bendeth – producer, keverés, billentyűk, perkusszió, gitár
- Rick Carson, Mike Ferretti – hangmérnökök
- Bobby Huff, Jaren Sorenson – vágás
- John Bender – ének vágása
- Ted Jensen – mastering

## Külső hivatkozások
- A The Warning hivatalos oldala